# مقاطعة روجر ميلز (أوكلاهوما)
مقاطعة روجر ميلز (بالإنجليزية: Roger Mills County)‏ هي إحدى مقاطعات ولاية أوكلاهوما في الولايات المتحدة الأمريكية.
اعتبارًا من تعداد عام 2020، بلغ عدد سكانها 3.442 نسمة، مما يجعلها رابع أقل مقاطعة من حيث عدد السكان في أوكلاهوما. مركز المقاطعة هو تشيني. تأسست المقاطعة عام 1891.